# 九龍巴士N241線
九龍巴士N241線是香港一條來往紅磡站及青衣（長宏邨）的通宵路線，途經尖沙咀、油麻地、旺角、深水埗、長沙灣、荔枝角、美孚、荔景、葵芳、長青邨、長康邨、翠怡花園、青衣邨、長安邨及長亨邨。
深宵巴士特別路線N41X，由紅磡站單向往青衣（長宏邨），途經尖沙咀、油麻地、旺角及奧運站後，取道青葵公路直達長青邨、長康邨、翠怡花園、青衣邨、長安邨及長亨邨。

## 歷史
- 1990年11月18日：本線前身241S線開辦，由長安往返旺角火車站，是新界西區首條通宵常規路線。
- 1991年6月23日：往旺角方向改經青山道及大埔道；往長安方向改經大埔道及元州街。
- 1992年4月5日：油尖旺區總站延長至九龍車站（現紅磡站）。並於同日增設雙向分段收費，以取代206S線的服務。
- 1994年4月15日：葵青區總站延長至長亨。
- 1995年2月20日：來回程繞經荔景山路。
- 1996年5月1日：為配合九巴重組通宵路線，本路線正式更名為N241。
- 1997年7月14日：配合與N260線於本路線半途轉乘，由上車付費改為下車付費，並於美孚站或之後向乘客派發分段收費代用券。
- 2002年11月3日：來回程繞經清麗苑和美荔道。
- 2009年7月26日：總站遷往長宏。
- 2015年6月27日：增設到站時間預報。[5]
- 2015年7月18日：由下車付費改回上車付費。而所有雙向分段收費由以現金加分段收費代用券於下車時付費改為以八達通卡上車時付全費並於下車前回贈車費差額。
- 2025年3月10日：由長宏開出服務時間調整為00:10至05:25，由紅磡站開出服務時間調整為00:30至06:00。

多年來深宵由九龍尖沙咀、旺角市區前往青衣的巴士服務，由通宵線N241提供，惟該線需要途經深水埗、長沙灣、美孚、荔景山路前往，路線相當迂迴，中途停站頻密，由市區返回青衣的行車時間相當長。「泥鯭的」看準N241線行車時間長及走線迂迴的弱點，於旺角山東街中旅社一帶接載乘客返回青衣，雖屬非法且收費高昂但快捷得多（每位$22，車程約15分鐘），仍深受居民歡迎。
為提供深宵直接由南九龍區前往青衣的巴士服務，及為打擊「泥鯭的」，運輸署連同九巴於《2017-2018年度巴士路線計劃》中，建議N241線其中兩班往青衣方向班次，在彌敦道起改經亞皆老街、櫻桃街、深旺道、海輝道、連翔道、西九龍公路及青葵公路返回青衣南橋（即依日間41A線往青衣方向走線），不經主線途經的深水埗、長沙灣、美孚、荔景山路，編號為N41X。
- 2017年10月31日：特快深宵路線N41X投入服務，每日開出00:45及01:10兩班[8]。

- 2019年7月21日：N41X線由紅磡站加開01:35及02:00兩班車[9][10]。

- 2019下旬，受反對逃犯條例修訂草案運動影響，尖沙咀近理工一帶曾出現堵路，本綫受影響而暫停服務。
- 受新型冠狀病毒肺炎疫情影響，N41X線而多次暫停服務，停駛日期包括：
  - 2020年4月6日至5月26日[11] [12]
  - 2020年7月20日至9月20日[13][14]
  - 2020年12月20日至2021年6月16日[15][16]
  - 2022年3月4日至5月2日。[17][18]
- 2023年12月4日：N41X線減至三班車，開出時間為01:00、01:30及02:00。[19]
- 2025年3月10日：減至兩班車，開出時間為01:15及01:45。

## 服務時間（詳細班次）
N241/N41X
| 每日紅磡站開 | 每日紅磡站開 | 每日紅磡站開 | 每日紅磡站開 | 每日紅磡站開 | 每日紅磡站開 |
| ------------ | ------------ | ------------ | ------------ | ------------ | ------------ |
| 00:30        | 01:00        | 01:15        | 01:30        | 01:45        | 02:00        |
| 02:30        | 03:00        | 03:30        | 04:00        | 04:30        | 05:00        |
| 05:30        | 06:00        |              |              |              |              |

紅字班次為N41X。
| 每日青衣（長宏邨）開 | 每日青衣（長宏邨）開 | 每日青衣（長宏邨）開 | 每日青衣（長宏邨）開 | 每日青衣（長宏邨）開 | 每日青衣（長宏邨）開 |
| -------------------- | -------------------- | -------------------- | -------------------- | -------------------- | -------------------- |
| 00:10                | 00:40                | 01:10                | 01:40                | 02:10                | 02:40                |
| 03:10                | 03:40                | 04:10                | 04:35                | 05:00                | 05:25                |

R241
- 長宏開：03:50

## 收費
N241／N41X
全程：$17.9（N241）／$19.3（N41X）
紅磡站開
| 落車站＼上車站                                | 美孚巴士總站（N241）／ 君匯港（N41X） 或之前 | 長宏 或之前                   |
| --------------------------------------------- | -------------------------------------------- | ----------------------------- |
| 紅磡站起                                      | $10.4^                                       | $17.9（N241）／ $19.3（N41X） |
| 美孚巴士總站（N241）／ 長青邨青桃樓起（N41X） | 不適用                                       | $10.4                         |

青衣（長宏邨）開（只適用於N241線）
| 落車站＼上車站 | 美孚站 或之前 | 紅磡站 或之前 |
| -------------- | ------------- | ------------- |
| 長宏起         | $10.4^        | $17.9         |
| 美孚站起       | 不適用        | $10.4         |

| - 本線設有12歲以下小童及65歲或以上長者半價優惠。 - 65歲或以上香港居民使用「樂悠咭」，以及12歲以下合資格殘疾兒童使用「殘疾人士身份」個人八達通繳付車資，均可享有每程$2.0或半價（以較低者為準）的票價優惠；12至64歲合資格殘疾人士使用「殘疾人士身份」個人八達通（包括「樂悠咭」），以及60至64歲香港居民使用「樂悠咭」繳付車資，均可享有每程$2.0或全費（以較低者為準）的票價優惠。 - 65歲或以上長者如使用長者或一般個人八達通繳付車資，則只可享有半價優惠；12至64歲合資格殘疾人士如不使用「殘疾人士身份」個人八達通，以及60至64歲人士如不使用「樂悠咭」繳付車資，必須繳付全費。 - 乘客可以現金或八達通於上車時付款，不設找續。 - 每位成人乘客可免費攜帶最多兩名4歲以下而不佔座位的兒童乘客乘車，超額之4歲以下小童必須繳付小童車費乘車。 - 持有「九巴月票」之乘客在車票有效期內，每日可享最多10程任何九龍巴士及龍運巴士路線（包括本路線，以及聯營路線的九龍巴士／龍運巴士提供的班次；惟乘搭機場「A」及「NA」線則可享原價二七折優惠（不會計算每天10次合資格車程））；而B1線則每日可享最多各2程（不會計算每天10次合資格車程）。 - 九龍巴士、城巴、龍運巴士及陽光巴士全職員工及家屬（不包括外判職員）可免費乘搭本路線，惟必須拍職員或職員家屬八達通。 - 乘客亦可透過多元化電子支付系統（e度嘟）繳付車資，包括使用非接觸式VISA卡、JCB卡、萬事達卡、銀聯卡、美國運通、大來國際、Discover Card、Apple Pay、Google Pay、Samsung Pay、AlipayHK「易乘碼」、支付寶、WeChatHK／微信支付「搭車碼」、銀聯雲閃付「乘車碼」及BOC Pay「乘車碼」。乘客使用此付款方式，使用此支付方式的乘客可享有中途下車之分段收費，以及與其他九巴／龍運獨營路線或聯營線九巴／龍運班次之轉乘優惠，惟不適用於與非九巴／龍運路線之轉乘優惠，亦不能享有「公共交通費用補貼計劃」及「長者及合資格殘疾人士公共交通票價優惠計劃」。 - 帶^者為雙向分段收費，乘客必須使用八達通，並於下車前再次確認八達通，方可享有分段收費優惠。 |

### 轉乘優惠
八達通
N241
由本線於登車後2小時內以同一張八達通卡於美孚轉乘N237線往葵盛方向、N260線往屯門方向或N269線往天水圍方向，而各程收費如下表列。
| 轉乘路線 （轉往或轉自） | 八達通轉乘優惠 | 指定轉乘地點 |
| ----------------------- | -------------- | ------------ |
| N237線                  | $2.4           | 美孚         |
| N260線                  | $2.5           | 美孚         |
| N269線                  | $2.3           | 美孚         |

龍運機場巴士及九巴轉乘計劃

## 行車路線
N241/N41X
紅磡站開經：暢運道、漆咸道南、梳士巴利道、彌敦道、長沙灣道、大埔道、元州街、興華街、長沙灣道、荔枝角道、美孚巴士總站、長沙灣道、掉頭處、美荔道、荔灣道、荔景山路、葵福路、興芳路、葵青路、葵青橋、青衣交匯處、青衣路、青康路、涌美路、青衣鄉事會路、楓樹窩路、担杆山交匯處、青敬路、長安巴士總站、担杆山路、担杆山交匯處、楓樹窩路、青衣西路及寮肚路。
N41X依N241原線駛至彌敦道後，改經亞皆老街、櫻桃街、深旺道、海輝道、連翔道、青葵公路，然後返回葵青路N241原線，而不經斜體字之路段。N41X線各班次之具體停站請參考資訊框
青衣（長宏邨）開經：寮肚路、長亨巴士總站、寮肚路、青衣西路、楓樹窩路、担杆山交匯處、青敬路、長安巴士總站、担杆山路、担杆山交匯處、楓樹窩路、青衣鄉事會路、涌美路、青康路、青衣路、青衣交匯處、葵青橋、葵青路、興芳路、葵福路、荔景山路、荔灣道、美荔道、長沙灣道、通州西街、青山道、大埔道、彌敦道、梳士巴利道、漆咸道南及暢運道。

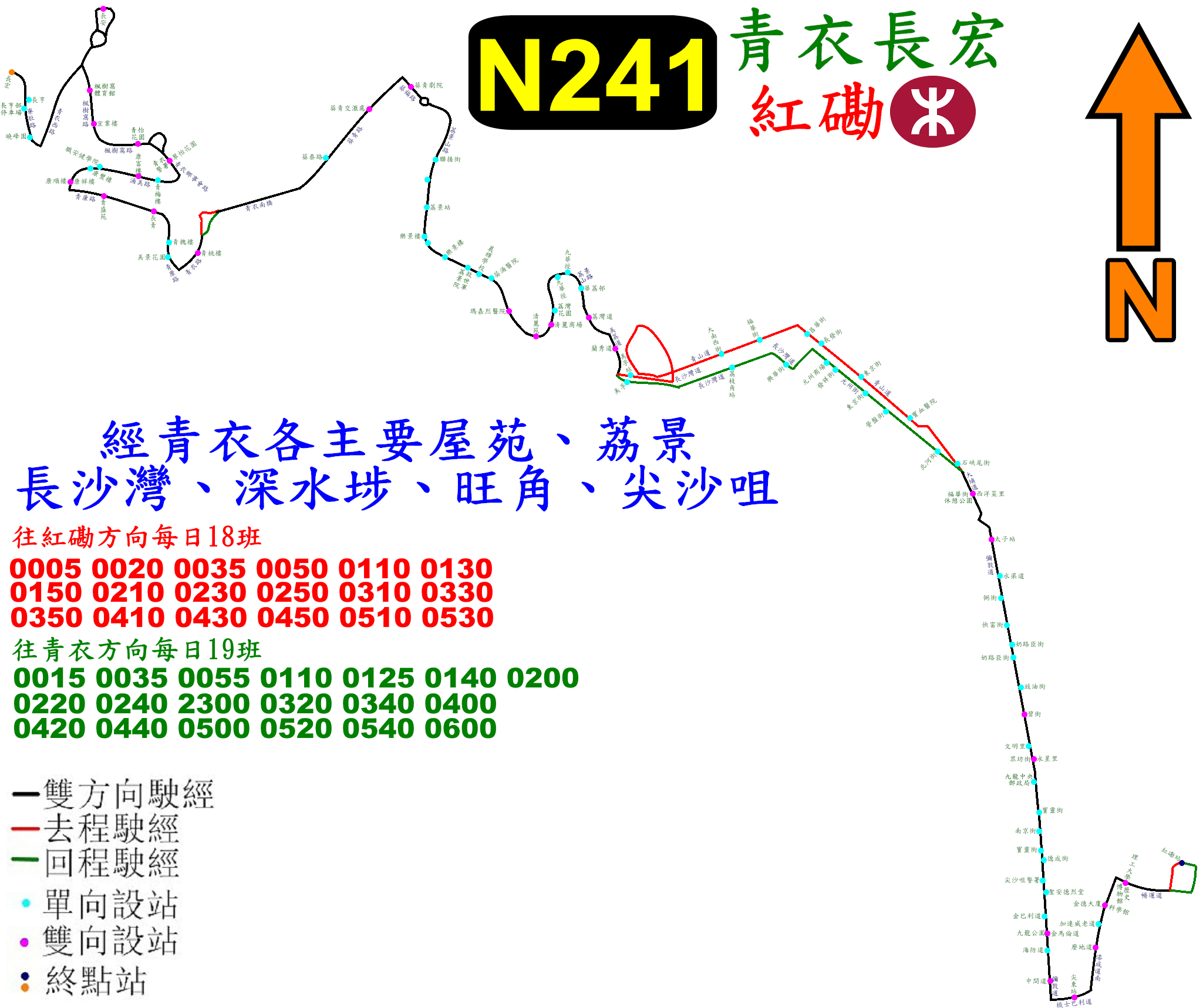
N241線的走線圖

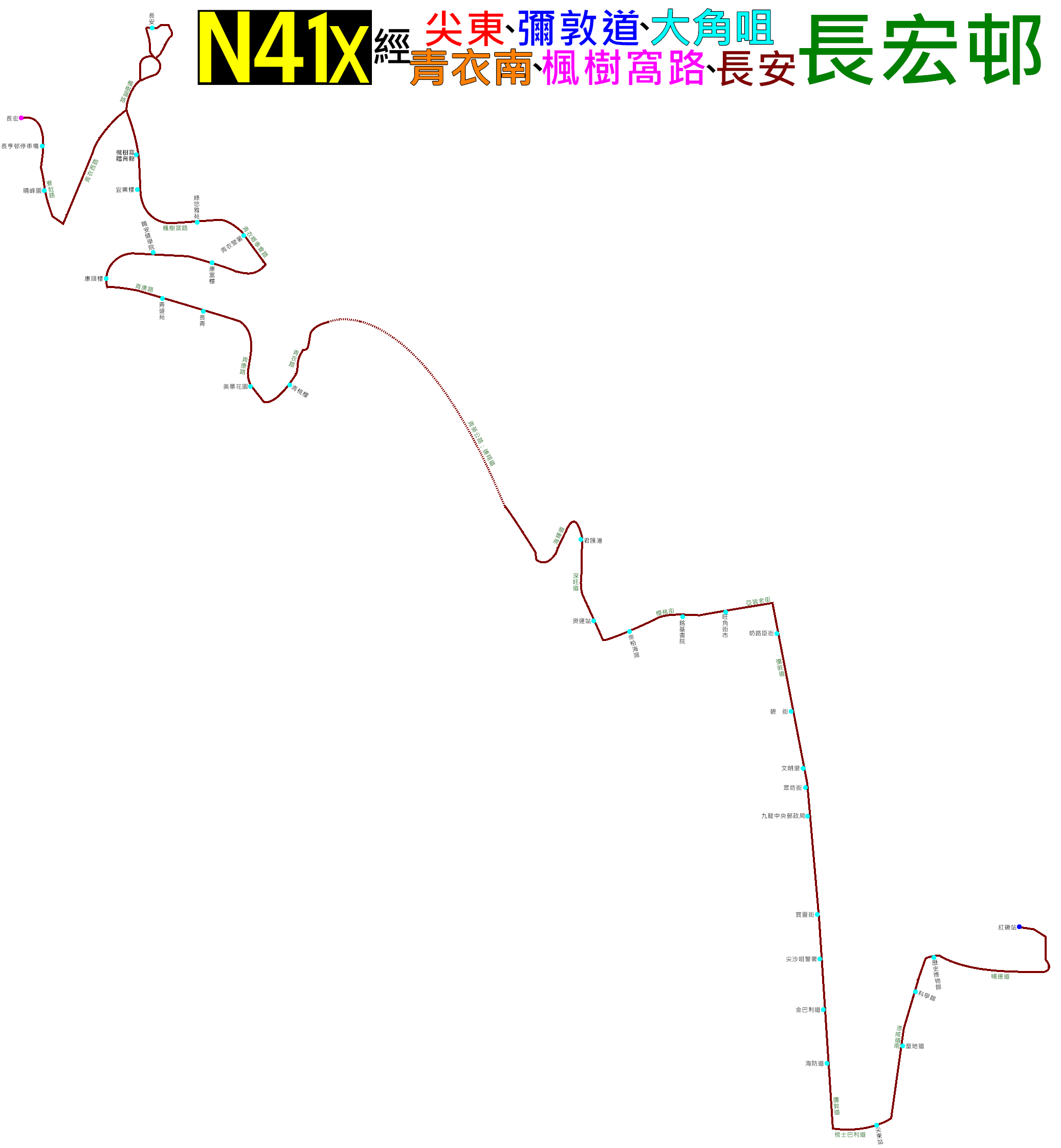
N41X線的走線圖

N241線各班次之具體停站請參考資訊框

## 小資料
- 由於本線非常迂迴，由長宏巴士總站開至美孚，往往長達半小時，青衣中南部居民往往寧願改乘的士；而西部的居民則改乘收費較高昂但較快捷的城巴N21線（該路線往九龍方向的分段收費則比本線為低）。[20][21]
- 2003年新界區專線小巴88S線取消後，本線乃美景花園、長青邨青槐樓、長青邨青桃樓、藍澄灣及香港專業教育學院青衣分校一帶唯一深宵公共交通工具，其它出入青衣之深宵公共交通工具包括新界區專線小巴402S線、城巴N21線、龍運巴士N31線皆不途徑該等地點（該等路線只途經青衣西部的屋苑如青華苑、長康邨、長亨邨和長宏邨）。
- 2014年9月21日或之前，本路線頭車由於要遷就N260線的美孚頭車時間，於23:30在紅磡站開出，是當時各常規通宵線中最早的。

## 外部連結
- 九巴N241線官方網站路線資料